# Đorđe Milekić
Đorđe Milekić (Beograd, 29. jul 1956) srpski je kreativni direktor, dizajner, umetnički fotograf i brending strateg.
Krajem 80-tih godina 20. veka upotrebljavajući pseudonim Stanislav Sharp, bio je umetnički fotograf poznat po portretima umetnika, sportista i javnih ličnosti, koje je snimao za ex Yu magazine, posebno za kultni magazin START. Pored toga, kao kreativni direktor Umetničke grupa FIA (1989—2008) iz Beograda, realizovao je brojne projekte iz kulture, kao i angažovane projekte.
Đorđe Milekić živi i radi u SAD od 2005. godine i prestaje da upotrebljava pseudonim Stanislav Sharp. Postao je 2013. godine brending menadžer u gradskoj vladi Majami Bič-a, zadužen za brending, vizuelne komunikacije kao i za projekte i događaje od velike važnosti za grad. Među projektima se izdvajaju: Konferencija gradonačelnika SAD u Majami Bič-u 2017. godine, kao i brending i promocija gradskog zajma od 500 miliona dolara 2018. godine.

## Studentski časopisi
Đorđe Milekić upisao je Pravni fakultet 1975. godine, na trećoj godini studija aktivira se u listu studenata Pravnog fakulteta „Pravnik”. Ubrzo postaje grafički urednik i modernizuje izgled i format časopisa. Posle uspeha nove koncepcije postaje i glavni urednik. Od 1979. godine Đorđe je radio kao grafički urednik i art direktor časopisa „Student”, lista studenata beogradskog univerziteta. Paralelno sa rastom popularnosti „Studenta” krajem 80-tih, širom čitave SFRJ omladinska glasila su u ovom periodu „doživela procvat“. Pored Studenta, među najpopularnijim listovima ovog tipa bili su i beogradski „Vidici”, slovenačka „Mladina” i hrvatski „Polet”. Ustavne promene, smrt Josipa Broza i „Novi talas” u muzici stvorili su veći tematski prostor za rad ovih listova.

## Stanislav Sharp

### Umetnički projekat
Široj javnosti je bilo nepoznato da Stanislav Sharp nije bila realna, već izmišljena ličnost čiji je autor i protagonista bio Đorđe Milekić. Više od pseudonima, Sharp je bio umetnički projekat i eksperiment.
Fotografije Stanislava Sharpa su bile označene sa pečatom „gruba kopija” (rough proof). U svetu ovakav pečat se koristi da se označi da rad nije dovršen, da nije spreman za objavljivanje. Sharp je obrnuo taj koncept i obeležavajući javno svoje fotografije kao grube kopije izražavao svoj stav prema životu i radu u socijalističkoj Jugoslaviji koja se raspadala. Smatrajući da je ideja i vizija važnija od tehnologije, Sharp je koristio za fotografisanje istočnonemački aparat Pentakon 6 i ORWO filmove kojima je istekao rok. Aparat je bio daleko od kvaliteta Haselblada i ostalih skupih fotoaparata.

### Saradnja sa magazinima Start i Svijet
Tokom 1987. i 1988. godine Sharp uspostavlja plodnu saradnju sa zagrebačkim magazinima „Start” i „Svijet” za koje snima portrete poznatih ličnosti iz kulture i sporta kao što su Marina Perazić, Koja, Anica Dobra, Maja Sabljić, Mira Furlan, Dubravka Zubović, Dragana Mrkić, Josipa Lisac, Slađana Milošević... Osmišljava i realizuje seriju „SportArt”, snimajući vrhunske sportiste u studiju sa namenski pravljenim scenografijama (Vlade Divac, Mitar Mrkela, Dragan Stojković Piksi).
Stanislav Sharp je bio jedan od prvih umetničkih fotografa u bivšoj Jugoslaviji koji je snimao fotografije za magazine sa timom sastavljenim od šminkera, kostimografa, scenografa i drugih asistenata po potrebi.

### Izložbe u galerijama Sebastian Art i Škuc
Galerija Sebastian Art u Knez Mihajlovoj u Beogradu je imala izuzetan program, sa najvećim imenima svetske i tadašnje domaće scene kao što su Mića Popović, Dušan Džamonja, Stojan Ćelić, Milan Konjović, Vladimir Veličković i mnogi drugi. Poslednja izložba u galeriji Sebastian Art bila je izložba fobjekata Stanislava Sharpa „Disanje ili nema revolucija”, januara 1992. godine. Posle samo dve nedelje trajanja, izložba je nasilno zatvorena, a zgrada u kojoj je bila galerija srušena. Godinu dana kasnije, januara 1993. godine, na ruševinama galerije održana je promocija prvog Publikum kalendara nove umetnosti „Nemoguće” sa Sharpovim radovima. Na mestu nekadašnje galerije Sebastian 1997. godine podignuta je poslovna zgrada „Progres”.
I pored ekonomskih i kulturnih sankcija uvedenih protiv tadašnje Jugoslavije 90-tih godina, Nada Rajičić u okviru grupe FIA organizuje prebacivanje izložbe fobjekata preko Mađarske do Slovenije. Sharpova izložba u ljubljanskoj galeriji Škuc, 1993. godine, jedna je od prvih izložbi jugoslovenskog autora koja je probila kulturnu blokadu.
- Ciklus Portreti

- Ciklus SportArt

- Ciklus Mug Shots

## Umetnička grupa FIA
Grupu FIA su osnovali 1989. godine Đorđe Milekić (aka Stanislav Sharp) i Nada Rajičić (Ray). Misija grupe FIA je bila unapređenje položaja fotografije, štampe i dizajna u Srbiji uprkos ratnom okruženju i nemaštini. U svojim projektima su kombinovali različite medije -fotografiju, dizajn, štampu i multidisciplinarne događaje reflektujući društveno politička kretanja.
Oni su savladali alternativni i odvažni način razmišljanja i kreativnog rešavanja problema u okruženju ograničenih resursa. Jedni su od pionira uspešnog kombinovanja marketinga i promocije srpskog preduzeća na tržistu i dugotrajne orijentacije ulaganja u kulturu i promocije domaćih umetnika, posebno mlađe generacije. Tokom rada saradjivali su mnogobrojnim autorima i institucijama kulture, posebno sa Kulturnim centrom Beograda, Muzejem primenjene umetnosti u Beogradu, Skupštinom grada Beograda.

### Važniji projekti
Đorđe Milekić kao kreativni direktor grupe FIA i Nada Rajičić, urednik i producent, u saradnji sa više od 100 domaćih i stranih saradnika realizuju brojne projekte iz kulture i angažovane kampanje medju kojima se izdvajaju:
- Projekat „FOTOGRAFIA”, obeležavanje 150. godišnjice otkrića fotografije u Srbiji, 1990-1991.
- Unikatni časopis za fotografiju „L’impossible”, 1990-1992.
- Antiratni projekti „Nemoguće-Dosta”, „Zašto ste slepi”, „Zdravo je piti električno mleko”, 1992.[3]
- Publikum kalendar nove umetnosti, 1993-2008.[4]
- Izborna kampanja „Zajedno”, štampani materijali, 1996.
- „Azbučno zadovoljstvo”, stona galanterija sa dizajnom Paule Scher; Belgrade Design Week, 2007.

## Spoljašnje veze
- „Stanislav Sharp- zvanična prezentacija”. Stanislav Sharp. Приступљено 25. 9. 2020.
- „Interview with Djordje Milekic”. Step magazine. Архивирано из оригинала 25. 06. 2021. г. Приступљено 25. 9. 2020. (језик: енглески)